# 飛艇 (船隻)
飛艇（Flyboat、Fly-boat、Fly boat）是一種起源於尼德蘭的歐洲輕型船隻，主要作於商業貨船來使用，由於其敏捷性也作為輔助用的戰船。這些艇隻的排水量在70至200噸之間。流行於16世紀末到17世紀初，在17世紀初被福祿特帆船所取代。
到了19世紀，飛艇一稱在英國被用來指運河艇。